# Aerodramus vulcanorum
La salangana volcánica, salangana de volcán, salangana de los volcanes o rabitojo volcán  (Aerodramus vulcanorum) es una especie de ave apodiforme de la familia Apodidae endémica de Java. Algunos taxónomos la consideran una subespecie de Aerodramus brevirostris.

## Descripción
La salangana de los volcanes tiene un cuerpo esbelto, sus alas están curvadas hacia atrás dándoles a su figura en vuelo aspecto de bumerang y su cola es ahorquillada. En muchos aspectos es un apódido típico, con alas estrechas para el vuelo rápido, con bocas anchas y picos cortos para atrapar insectos al vuelo. Sus patas son cortas, lo que impide que se puedan posar en las ramas de árboles pero que les permite trepar por las superficies verticales. El plumaje de todo su cuerpo es de color pardo grisáceo con el obispillo gris claro que destaca poco.

## Distribución y estado de conservación
Se encuentra confinada en las cumbres volcánicas del oeste de la isla de Java, en Indonesia. La especie se encuentra solo en los volcanes activos de Java, en cuatro lugares y cinco posibles sin confirmar. Birdlife International estima una población total de unos 400 salanganas de los volcanes en los lugares conocidos. Como anidan en las grietas de los cráteres de los volcanes activos sus colonias son susceptibles de desaparecer periódicamente.

## Sonidos y ecolocalización
La salangana volcánica emite una llamada en forma de «chit-chit» cuando descansa, y también una penetrante llamada similar a un «tiirii-tiirii-tiirii».
Lo que distingue a mucha, aunque no a todas, las especies de salanganas de los demás apódiodos y de casi la totalidad de las aves (con la excepción de guácharo) es su capacidad para una forma simple pero efectiva de ecolocalización para desplazarse en la oscuridad de sus lugares de cría y descanso. A diferencia de los murciélagos las salanganas emiten sonidos para la ecolocalización en forma de clic que están dentro del rango auditivo humano. Consisten en dos pulsos similares a un «tu tu» separados por una ligera pausa. La duración de la pausa se acorta cuando mayor es la oscuridad. Los clics son seguidos por gorgeos cuando las aves se acercan al nido.